# Ukwuani
Ukwuani est une zone de gouvernement local de l'État du Delta au Nigeria,.